# Franz Höbarth
Franz Höbarth (* 1778; † 12. April 1845 in Linz) war ein österreichischer Baumeister.

## Leben und Wirken
Franz Höbarth wurde nach dem Tod des Baumeisters Peter Mungenast 1816 auf dessen Baumeistergerechtigkeit als Stadtbaumeister von Linz aufgenommen. Er errichtete zahlreiche biedermeierlich-klassizistische Bürgerhäuser in Linz und Oberösterreich, die besonders durch ihre Gediegenheit und strenge Gliederung auffallen. Ab 1820 zeichnete Höbarth für die Erneuerung des Turmes der Stadtpfarrkirche verantwortlich. Um 1830 errichtete er im Auftrag einiger oberösterreichischer Sensengewerken Neubauten ihrer Herrenhäuser, die heute zu den repräsentativsten Vertretern dieser Baugattung zählen.

## Bauwerke

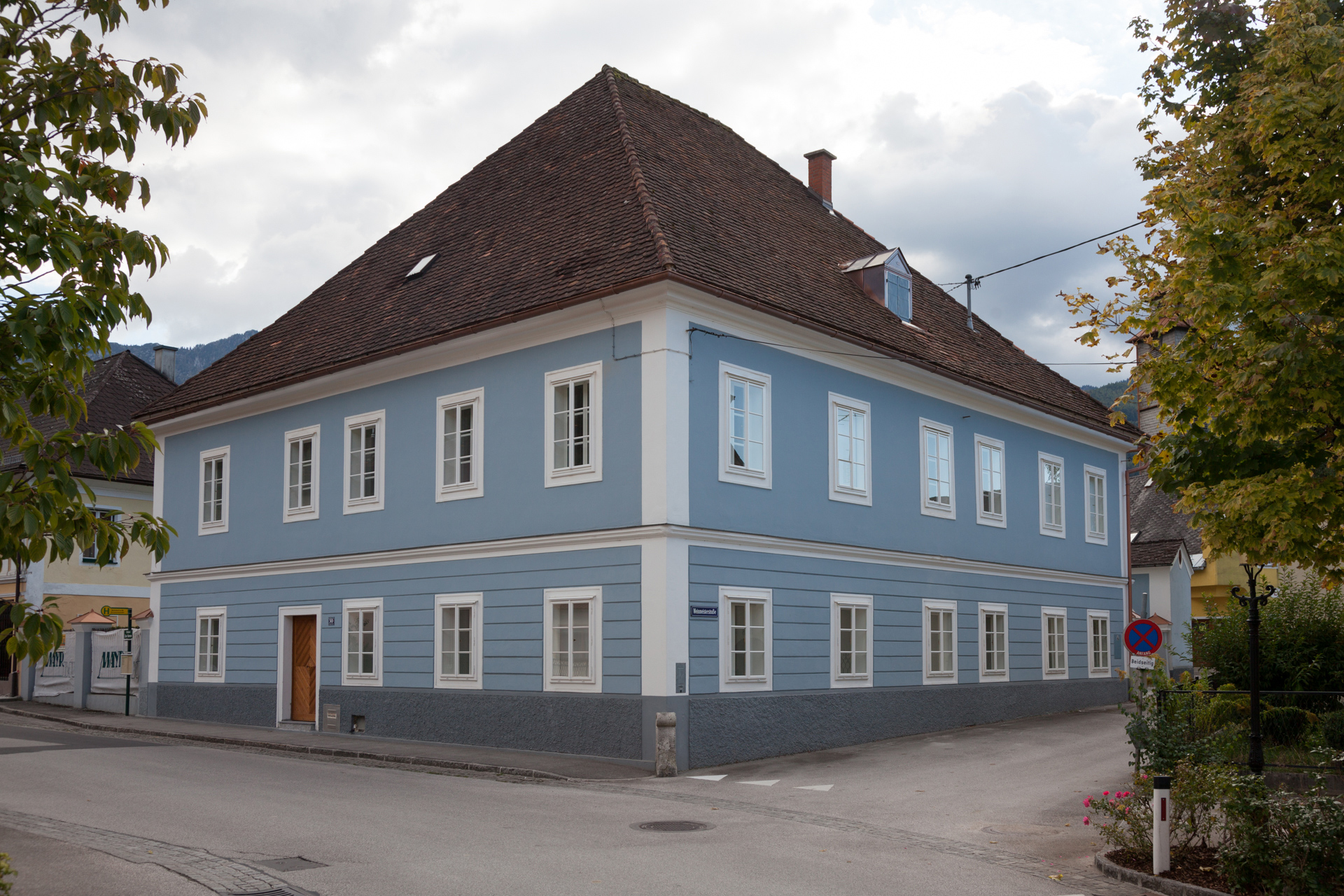
Neues Herrenhaus an der Zinne, Umbau 1837

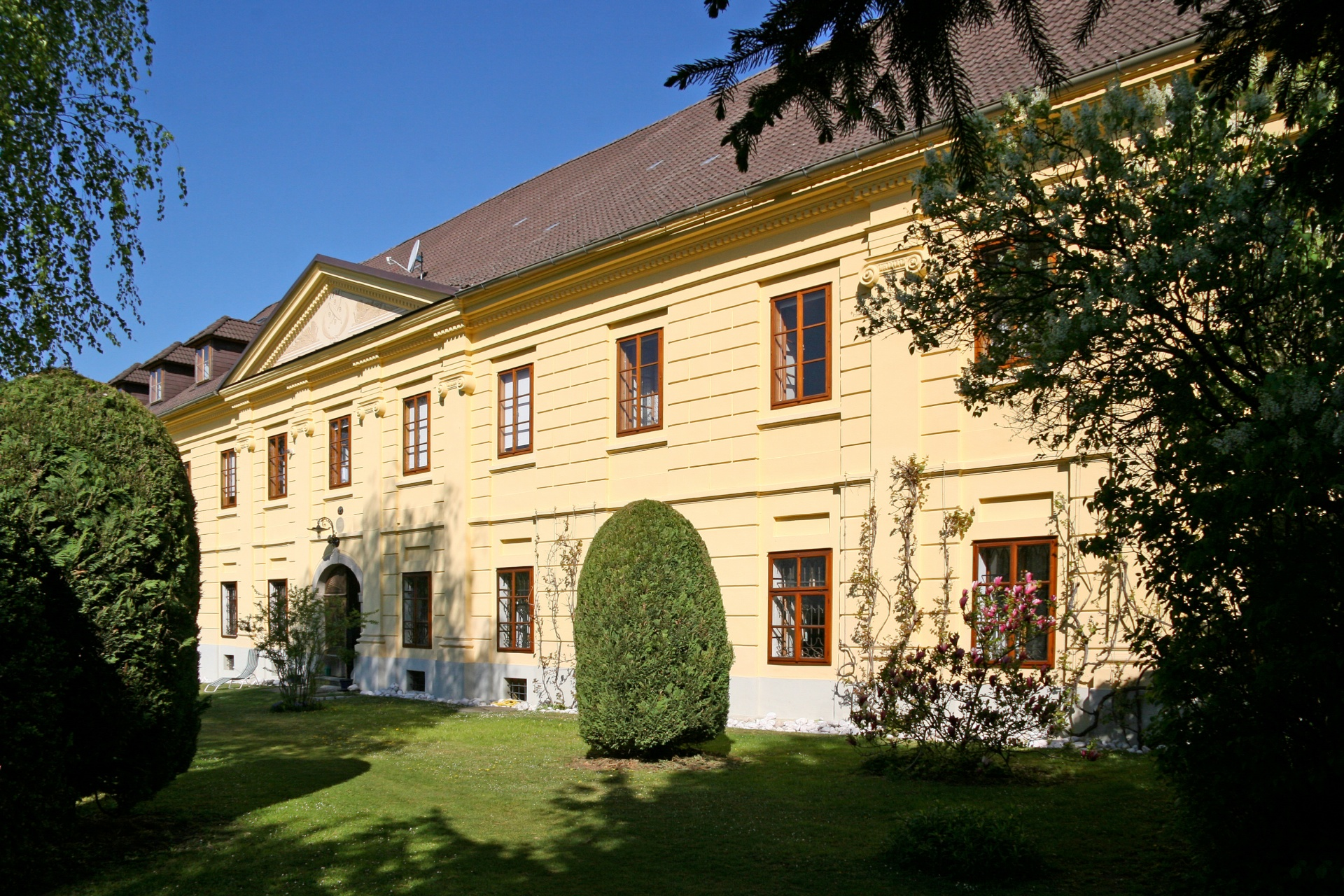
Neues Herrenhaus Blumau, 1831

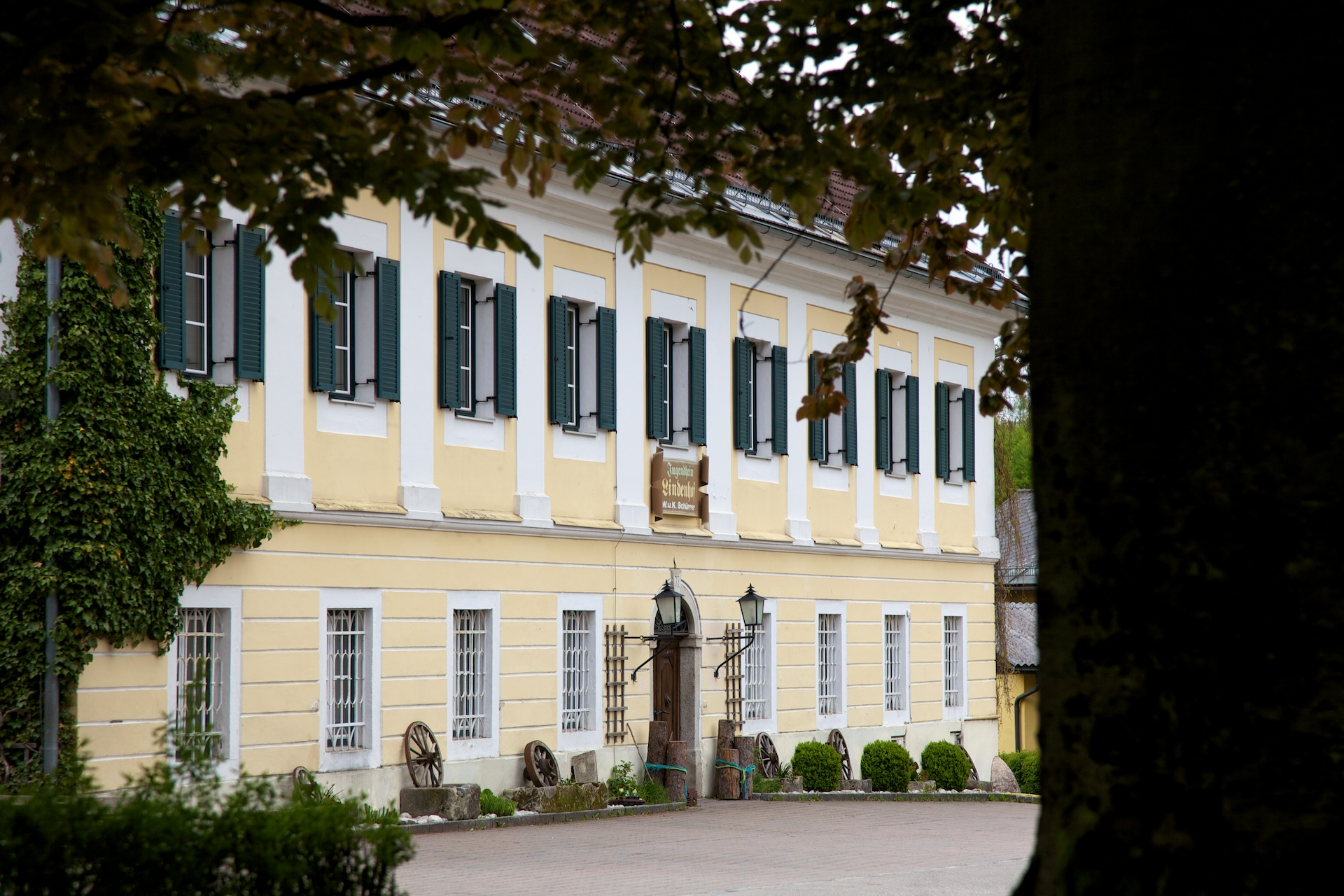
Neues Herrenhaus in Spital, 1831

- Stadtpfarrkirche, Linz (Erneuerung des Turmes, 1820/23)
- Wohnhaus Franz Höbarths, Graben 4, Linz (vor 1822)
- Ehemaliger Gasthof „Zum Weißen Hahn“, Graben 16, Linz (Umbau, 1828)
- Bürgerhaus, Harrachstraße Nr. 38, Linz (1830, nicht erhalten)
- Neues Herrenhaus der ehemaligen Sensenschmiede Blumau bei Kirchdorf an der Krems (Neubau, 1831)
- Neues Herrenhaus der ehemaligen Sensenschmiede am vorderen Hasenberg in Spital am Pyhrn (Neubau, 1831)
- Barmherzige Brüder, Linz (1831/36)
- Bürgerhaus, Hofgasse 12, Linz (Umbau, 1834)
- Ehemaliges Gasthaus „Zur Dreifaltigkeit“, Hofgasse 14, Linz (Umbau, 1835)
- Doblinger-Haus, Hauptplatz 13, Linz (Fassade, 1836)
- Wohnhaus, Huemerstraße 6, Linz (1836)
- Wohnhaus Johann Huemers, Museumstraße 36, Linz (Neubau, 1836)
- Kohlbarren und Wagenremise der ehemaligen Sensenschmiede Steinhub (Neubau, 1836)
- Losensteiner Freihaus, Altstadt 2, Linz (Fassade, 1837)
- Palais Lamberg, Spittelwiese 15, Linz (Umbau, 1837)
- Neues Herrenhaus der ehemaligen Sensenschmiede an der Zinne in Micheldorf in Oberösterreich (Umbau, 1837)
- Wohnhaus, Stifterstraße 28, Linz (1838)
- Braumalzerzeugungs-Localität im ehemaligen Seminarhaus der Jesuiten, Harrachstraße 9, Linz (1839)
- Hotel Wolfinger, Hauptsplatz 19, Linz (Hoftrakt, 1839/40)
- Ehemalige Erste Linzer Thonöfenfabrik Carl Schadler, Linz (Umbau, 1840)
- Geschäftshaus, Landstraße 39, Linz (Neubau, 1841)
- Wohnhaus, Hafnerstraße 16, Linz (Erweiterung, 1841)
- Vorstadthaus, Stockhofstraße 27, Linz (Neubau, 1843)
- Ehemaliger Gasthof „Zum Erzherzog Karl“, Adalbert-Stifter-Platz 2, Linz (nicht erhalten)